# Phillip Aspinall

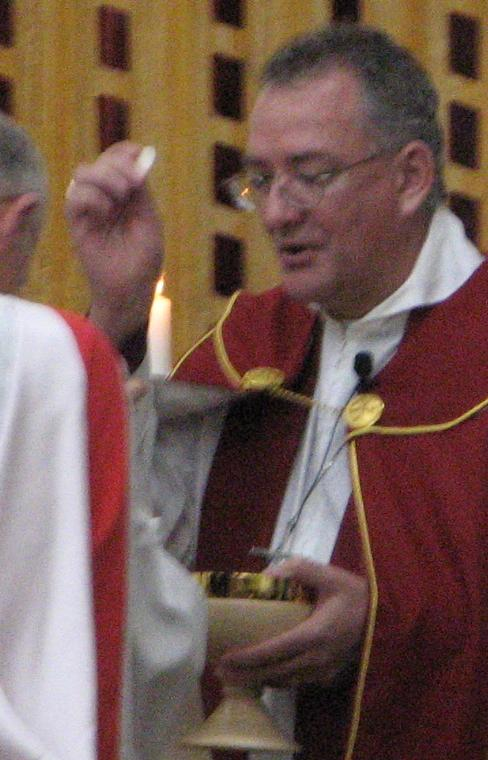
Erzbischof Phillip Aspinall

Phillip Aspinall (* 17. Dezember 1959 in Hobart) ist seit 2002 Erzbischof von Brisbane und war von 2005 bis 2014 Oberhaupt der Anglican Church of Australia.
Er hat einen Abschluss in science von der University of Tasmania, in Theologie vom Melbourne College of Divinity (durch das Trinity College der Universität Melbourne und der United Faculty of Theology), sowie einen Master of Business Administration von der Deakin University und einen Ph.D. im Bildungswesen von der Monash University.
Aspinall arbeitete als Computer-Programmierer für das tasmanische Bildungsministerium.
Aspinall wurde am 25. Juli 1988 in Tasmanien zum Diakon geweiht und ein Jahr später zum Priester.
Er diente in verschiedenen Stellungen in der anglikanischen Kirche in Tasmanien und Victoria, zum Beispiel, als stellvertretender Direktor am Christ College an der Universität Tasmanien (1980 bis 1984), als Assistenzpfarrer und -priester in verschiedenen Orten in Tasmanien und als Direktor des Anglicare Tasmanien (1994 bis 1998), darunter zwei Jahre als Archidiakon für Kirche und Gesellschaft.
Er wurde am 29. Juni 1998 in Adelaide zum Bischof geweiht, wo er als Assistenzbischof bis Dezember 2001 wirkte.
Er ist mit einer Ärztin verheiratet und hat zwei Kinder.